# Ісмаель Кандусс
Ісмаель Кандусс (фр. Ismaël Kandouss, араб. إسماعيل قندوس; нар. 12 листопада 1997, Лілль) — марокканський футболіст, захисник бельгійського клубу «Гент».
Виступав, зокрема, за клуби «Дюнкерк» та «Уніон Сент-Жілуаз», а також національну збірну Марокко.

## Клубна кар'єра
Народився 12 листопада 1997 року в місті Лілль.
У дорослому футболі дебютував 2018 року виступами за команду «Дюнкерк», у якій провів один сезон, взявши участь у 16 матчах чемпіонату. 
Своєю грою за цю команду привернув увагу представників тренерського штабу клубу «Уніон Сент-Жілуаз», до складу якого приєднався 2019 року. Відіграв за брюссельську команду наступні чотири сезони своєї ігрової кар'єри. Більшість часу, проведеного у складі «Уніон Сент-Жілуаз», був основним гравцем захисту команди.
До складу клубу «Гент» приєднався 2023 року.

## Виступи за збірну
2023 року дебютував в офіційних матчах у складі національної збірної Марокко.
| Дата      | Місто | Господарі | Результат | Гості      | Турнір           | Голи | Примітки |
| --------- | ----- | --------- | --------- | ---------- | ---------------- | ---- | -------- |
| 12-6-2023 | Рабат | Марокко   | 0 – 0     | Кабо-Верде | товариський матч | -    | 46'      |
| Усього    |       | Матчів    | 1         |            | Голів            | 0    |          |